# Nachf
Nachf (hebr. נחף; arab. نحف, Naḥf; ang. Nahf) – samorząd lokalny położony w Dystrykcie Północnym, w Izraelu.

## Położenie
Miejscowość jest położona na wysokości 304 metrów n.p.m. w centralnej części Doliny Bet ha-Kerem, oddzielającej Dolną Galileę od Górnej Galilei. Na północy wznosi się stromo masyw górski Matlul Curim (769 m n.p.m.), z głównymi wzniesieniami Har Chaluc (729 m n.p.m.) i Har Szezor (806 m n.p.m.). Spomiędzy nich do Doliny Bet ha-Kerem spływa strumień Talil. Pozostały teren wokół miejscowości stanowi w większości stosunkowo płaskie dno doliny. Na południu przepływa strumień Szazor. W otoczeniu Nachf znajdują się miasto Karmiel, miejscowości Sadżur, Rama, Bina i Dejr al-Asad, moszaw Szezor, wioski komunalne Kamon, Michmanim, Lawon, Har Chaluc i Haraszim, oraz wioski arabskie Kamane i Chusnija. Na południe od miejscowości jest strefa przemysłowa Karmiel.

### Podział administracyjny
Nachf jest położone w Poddystrykcie Akki, w Dystrykcie Północnym.

## Demografia
Zgodnie z danymi Izraelskiego Centrum Danych Statystycznych w 2011 roku w Nachf żyło ponad 11,2 tys. mieszkańców, z czego 99,9% Arabowie muzułmanie i 0,1% inne narodowości. Wskaźnik wzrostu populacji w 2011 roku wynosił 2,8%. Zgodnie z danymi Izraelskiego Centrum Danych Statystycznych średnie wynagrodzenie pracowników w Nachf w 2009 roku wynosiło 3992 ILS (średnia krajowa 7070 ILS).
| Wiek (w latach) | Procent populacji w % |
| --------------- | --------------------- |
| 0 – 4           | 12,6                  |
| 5 – 9           | 13,7                  |
| 10 – 14         | 12,4                  |
| 15 – 19         | 10,9                  |
| 20 – 29         | 16,2                  |
| 30 – 44         | 19,9                  |
| 45 – 59         | 9,8                   |
| 60 – 64         | 1,3                   |
| 65 –            | 3,3                   |

Źródło danych: Central Bureau of Statistics.

## Historia
Nachf jest położone w miejscu, które wielokrotnie było zamieszkiwane w czasach historycznych. Współczesna osada arabska powstała w XV wieku. Pod koniec XIX wieku francuski podróżnik Victor Guérin opisał Nachf jako małą wioskę z muzułmańskimi i chrześcijańskimi mieszkańcami. W 1890 roku władze tureckie otworzyły w niej szkołę podstawową dla chłopców. W wyniku I wojny światowej w 1918 roku cała Palestyna przeszła pod panowanie Brytyjczyków. Przyjęta 29 listopada 1947 roku Rezolucja Zgromadzenia Ogólnego ONZ nr 181 w sprawie podziału Palestyny przyznawała ten rejon państwu arabskiemu. Podczas wojny domowej w Mandacie Palestyny na początku 1948 roku do miejscowości wkroczyły siły Arabskiej Armii Wyzwoleńczej, które paraliżowały żydowską komunikację w całym obszarze Galilei. Podczas I wojny izraelsko-arabskiej Izraelczycy przeprowadzili w tym rejonie operację Dekel, i 15 lipca 1948 roku zajęli Nachf. W odróżnieniu od wielu arabskich wiosek w Galilei, Izraelczycy nie wysiedlili mieszkańców Nachf. Dzięki temu wioska zachowała swój pierwotny charakter. W 1963 roku nastąpiło podłączenie wioski do izraelskiej sieci wodociągowej. W 1968 roku Nachf otrzymało status samorządu lokalnego.

### Nazwa
Istnieją dwa tłumaczenia nazwy miejscowości. Jedno wskazuje na starogreckie pochodzenie nazwy i oddaje je jako sobota. Natomiast drugie tłumaczenie wskazuje na francuskie słowo oznaczające zamknięty przedsionek w kościołach.

## Symbole
Herb miejscowości Nachf został opublikowany w 1972 roku. Jest on w kształcie tarczy, w której centralnej części umieszczono wizerunek pobliskich kamieniołomów. Młotek, kilof i kamienie symbolizują główne źródło utrzymania tutejszych mieszkańców przez wiele lat. Powyżej i poniżej umieszczono nazwę miejscowości w języku arabskim i hebrajskim.

## Polityka
Siedziba władz samorządowych znajduje się w południowo-wschodniej części miejscowości. Przewodniczącym rady jest Omar Matar.

## Architektura
Miasteczko posiada typową arabską architekturę, charakteryzującą się ciasną zabudową i wąskimi, krętymi uliczkami. Zabudowa powstawała bardzo chaotycznie, bez zachowania jakiegokolwiek wspólnego stylu architektonicznego.

## Kultura
W miejscowości jest ośrodek kultury i biblioteka publiczna.

## Edukacja i nauka
W miejscowości znajduje się 6 szkół, w tym 3 szkoły podstawowe. W 2010 roku uczyło się w nich ogółem ponad 3 tys. uczniów, w tym 1,8 tys. w szkołach podstawowych. Średnia liczba uczniów w klasie wynosiła 28.

## Sport i rekreacja
W południowej części miasteczka znajduje się boisko do piłki nożnej. Mniejsze boiska oraz sale sportowe są zlokalizowane przy szkołach.

## Gospodarka
Lokalna gospodarka opiera się na małej działalności produkcyjnej oraz handlu. Część mieszkańców pracuje w okolicznych strefach przemysłowych.

## Transport
Z miejscowości wyjeżdża się na południe na drogę ekspresową nr 85, którą jadąc na wschód dojeżdża się do moszawu Szezor, lub na zachód do miasta Karmiel. Na południe od drogi nr 85 znajduje się strefa przemysłowa Karmiel, z której wychodzą lokalna drogi do okolicznych wiosek. Wzdłuż zachodniej granicy miejscowości przebiega droga nr 854, którą jadąc na zachód dojeżdża się do wioski Lawon. Lokalna droga prowadzi na północny wschód do miejscowości Sadżur.